# منتخب جزر سليمان لكرة السلة
منتخب جزر سليمان لكرة السلة (بالإنجليزية: Solomon Islands national basketball team)‏ هو ممثل جزر سليمان الرسمي في المنافسات الدولية في كرة السلة
.